# Із життя Потапова
Із життя Потапова (рос. Из жизни Потапова) — радянський художній фільм 1985 року, знятий на кіностудії «Мосфільм».

## Сюжет
Кіноповість про керівника великого колективу, який працює в оборонній промисловості, великого вченого, який взяв на себе відповідальність у важких умовах продовжувати досліди, які зірвалися. Наступний інфаркт дав привід для його переобрання, а найближчий друг Астахов, звинувативши Потапова в легковажності і самоуправстві, домагається припинення випробувань. Потапова усувають від справ, від нього йде дружина, відбувається нещастя з близькою людиною. Але він продовжує працювати…

## У ролях
- Олександр Філіппенко — Сан Санич Потапов, конструктор
- Микола Пеньков — Олег Астахов, приятель і колега Потапова
- Михайло Глузський — Сергій Миколайович Луговий, генеральний директор
- Тетяна Догілева — Елка, дружина Потапова
- Олександр Сафронов — Сєва, письменник
- Марія Кутахова — Таня, дочка Потапових
- Тамара Акулова — Маша, дружина Сєви
- Олег Мокшанцев — Борис Парфенович Суворов секретар парткому
- Павло Махотін — Сомов (роль озвучив Юрій Саранцев)
- Марина Ігнатова — Олена секретар
- Юрій Стосков — Сорокін військпред
- Михайло Бичков — Іван Марков
- Ніна Агапова — мати Сєви
- Віра Бурлакова — епізод
- Володимир Вязовик — епізод
- Борис Гусєв — епізод
- Вадим Зав'ялов — епізод
- Юрій Количев — учений
- Василь Корзун — епізод
- Микола Корноухов — монтер на станції
- Леонід Машков — епізод
- Юрій Прокопович — епізод
- Олена Самсонова — епізод
- Микола Тагін — учасник наради у генерального директора
- Віктор Філіппов — генерал
- Володимир Яканін — епізод
- Лілія Шайхетдінова — епізод
- Павло Сиротін — епізод
- Георгій Жолудь — учасник наради у генерального директора

## Знімальна група
- Режисер — Микола Скуйбін
- Сценаристи — Сергій Іванов, Микола Скуйбін
- Оператор — Вадим Алісов
- Композитор — Роман Леденьов
- Художник — Олександр Борисов